# کشتزارهای شبعا

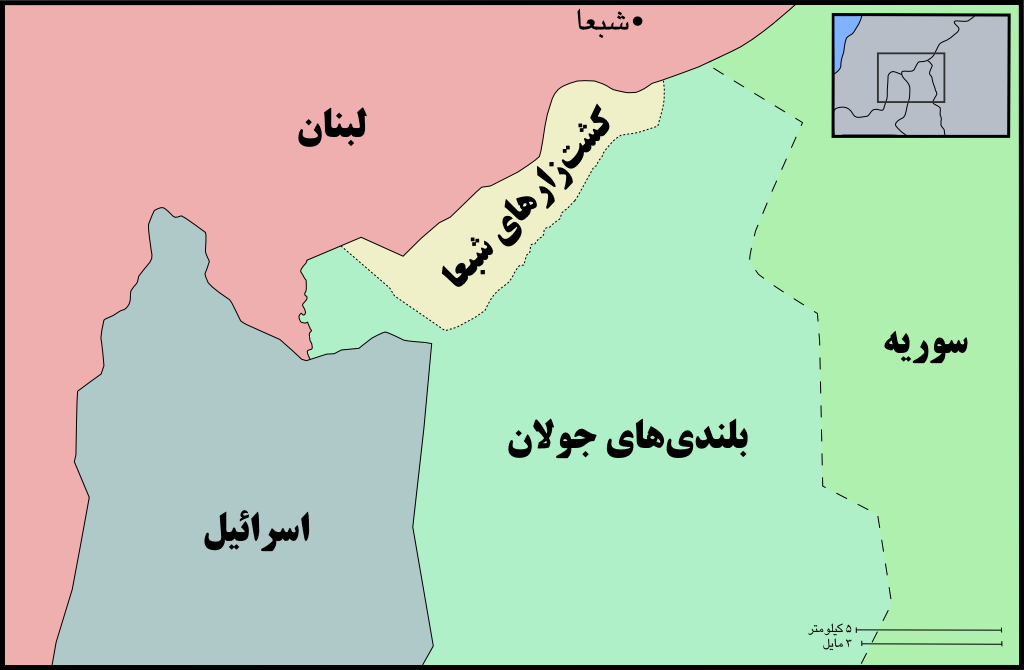
نقشه کشتزارهای شبعا

کشتزارهای شبعا نوار باریکی از زمین به پهنای متوسط ۲٫۵ کیلومتر و درازای ۱۴ کیلومتر (مساحت تقریبی ۲۵ کیلومتر مربع) در برخوردگاه اسرائیل، سوریه و لبنان است. به گواهی سازمان ملل متحد مالکیت این ناحیه به سوریه تعلق دارد، اما از زمان جنگ ۶ روزه به اشغال اسرائیل درآمده‌است. این در حالی است که مقامات هر دو کشور سوریه و لبنان کشتزارهای شبعا را بخشی از خاک لبنان می‌دانند.